# Werner Beutler
Werner Beutler (Colonia, Alemania, 18 de diciembre de 1924–Colonia, 25 de febrero de 2025) fue un profesor alemán que investigó en el campo de la historia religiosa cartuja.
Hasta 1988 profesor de colegio con las asignaturas de Filosofía, Lengua y Literaturas Alemanas e Historia. De 1954 a 1960 fue profesor del Colegio Alemán Madrid. Realizó actividades científicas en historia alemana y española.

## Biografía
Investigaciones sobre los cartujos (San Bruno de Colonia y su orden) con publicaciones en Analecta Cartusiana (Revista principal para las investigaciones internacionales sobre los cartujos. Editor: James Hogg, Salzburgo). Promotor de la exposición La Cartuja en Colonia (1991). Publicaciones sobre los grandes ciclos cartujanos: dos en Colonia (anónimos del siglo XV y XVIII), París (Le Sueur) y Sevilla (Zurbarán). Beutler rescató el mayor de todos, el de Vicente Carducho para la cartuja de El Paular (Madrid) del siglo XVII, que fue dispersado después del cierre de El Paular tras la desamortización de 1835, y que cayó en el olvido. Las etapas de este trabajo (desde 1994): buscar los 52 cuadros todavía existentes (de un total de 54) en toda España, publicarlos, organización de su restauración por el estudio ROA de Madrid para el Museo del Prado y su reposición en su sitio original, el monasterio El Paular, en 2011. El 6 de junio de 2012 se celebró la primera visita de Werner Beutler y de las restauradoras del estudio ROA a El Paular después de la inauguración oficial del Ciclo Cartujano en julio de 2011, a la cual no fueron invitados.

## Obras
- Vicente Carducho en El Paular (en alemán 1997, en español 1998). Premio de la fundación Creatividad en la tercera edad (Vontobel, Zúrich, 1998).
- El retorno de Vicente Carducho a El Paular (edición bilingüe, 2006).